# Bobnič
Bóbnič (lat. membrana tympani, membrana tympanica) je mrena iz kože in sluznice, ki loči zunanje uho od srednjega.

## Anatomija
Bobnič je razdeljen na dve regiji, ohlapni del bobniča (pars flaccida membranae tympani) in napeti del bobniča (pars tensa membranae tympani). Ohlapni del je zgrajen iz dveh plasti (kožnega in sluzničnega epitelija) in je relativno krhek. Je podvržen holesteatomu. Večji napeti del sestoji iz treh plasti (kože, veziva in sluznice) in je trdnejši, vendar pogosteje pride do predrtja tega dela.
Večino površine bobniča tvori napeti del, ki je na robovih zadebeljen in tvori vezivnohrustančast obroček bobniča (anulus fibrocartilagineus membranae tympani) in je pritrjen v bobnični žleb (timpanični sulkus). Osrednji predel napetega dela bobniča je ugreznjen (umbo membranae tympani) proti končnemu delu ročaja kladivca. Ohlapni del je blago rožnat in se nahaja nad lateralnim odrastkom kladivca (nad malearno prominenco), med sprednjo in zadajšnjo kladivčno gubo bobniča (anteriorno in posteriorno malearno pliko bobniča).

## Prenos zvoka
Bobnič sprejema zvočne vibracije iz zunanjega ušesa in jih preusmeri na slušne koščice. Zvok potuje po zraku, ki ima relativno nizko akustično impedanco (upor prevajanju zvoka) do notranjega ušesa, kjer je tekočina z višjo impedanco. Normalno se pri prehodu iz medija z nizko impedanco v medij z višjo impedanco več kot 99,9 % akustične energije odbije, v srednjem ušesu pa se to prepreči, saj se zvočni tlak na poti od bobniča do notranjega ušesa poveča okoli 200-krat. Pri tem je pomembno razmerje med polmerom bobniča, ki je relativno velik, in polmerom majhnega ovalnega okenca, na katerega se vibracije prenesejo od bobniča preko slušnih koščic.